# 黒瀬町南方
黒瀬町南方（くろせちょうみなみがた）とは、広島県東広島市の大字。全域で住居表示未実施である。

## 概要
黒瀬地区東部に位置しており、黒瀬川に沿って南北に細長い町域を有する。町内には賀茂精神医療センターを擁する。
古くは「三永方」とも書いた。旧上黒瀬村の一部を構成する。

## 沿革
- 1889年（明治22年）4月1日 - 町村制施行。賀茂郡南方村と宗近柳国村が合併し、賀茂郡上黒瀬村が発足する。旧南方村は「南方」として上黒瀬村の大字となる[2][3]。
- 1954年（昭和29年）3月31日、賀茂郡中黒瀬村、下黒瀬村、乃美尾村、上黒瀬村が合併し、黒瀬町が発足する。南方は黒瀬町の大字となる[2][3]。
- 2005年（平成17年）2月7日 - 黒瀬町他4町が東広島市に編入される。南方は「黒瀬町南方」として東広島市の大字となる[4]。

## 交通

### 鉄道
町内を山陽新幹線が通るが、駅はない。最寄り駅は東広島駅。

### バス
JRバス中国の路線バス及び、東広島市のコミュニティバス「黒瀬さくらバス」が利用可能である。

#### JRバス中国
- 西条駅 - 広大西口 - 広島国際大学
- 西条駅 - 東広島駅 - 広島国際大学
- 西条駅 - 御薗宇 - 広島国際大学 - 広駅 - 呉駅

#### 黒瀬さくらバス
- 渋・長貫 - 黒瀬支所
- 渋・長貫 - ショージ - 黒瀬支所

### 道路

#### 高速道路
- 東広島呉自動車道 - 町内に施設はない。

#### 一般国道
- 国道375号

#### 一般地方道
- 広島県道334号小多田安浦線

## 施設
- 賀茂精神医療センター
- JRバス中国東広島支店
- ショージ黒瀬店
- 上黒瀬保育所
- 広島国際ゴルフ倶楽部

## 学区
公立小学校に通学する場合、上黒瀬小学校もしくは乃美尾小学校に通学することになる。いずれに入学した場合でも、進学先の中学校は黒瀬中学校である。

## 面積
2020年時点での面積は4.4519326536㎢である。

## 世帯数・人口
2024年9月末での世帯数は600世帯、人口は1137人である。